# Epicadinus helenae
Epicadinus helenae är en spindelart som beskrevs av Salvador de Toledo Piza Júnior 1936. Epicadinus helenae ingår i släktet Epicadinus och familjen krabbspindlar. Inga underarter finns listade i Catalogue of Life.